# Matalasaari (ö i Södra Savolax, S:t Michel)
Matalasaari är en ö i Finland. Den ligger i sjön Pihlajavesi och i kommunen Puumala i den ekonomiska regionen  S:t Michel och landskapet Södra Savolax, i den södra delen av landet, 250 km nordost om huvudstaden Helsingfors. Öns area är 8,5 hektar och dess största längd är 0,6 kilometer i nord-sydlig riktning.